# Unlikely Angel
Unlikely Angel är en amerikansk TV-film från 1996 i regi av Michael Switzer med Dolly Parton i huvudrollen. 

## Handling
Countrysångerskan Ruby Diamond uppträder i barer och lever ett rörigt liv. En kväll omkommer hon i en bilolycka och hon möter vid himlens portar sankte Per, han vägrar släppa in henne eftersom hon inte har varit god och osjälvisk nog i sitt liv. 
Men han erbjuder henne en deal, hon får återvända till jorden under en vecka för att försöka hjälpa en familj som behöver stöd. 
Ruby tar chansen och får jobb som nanny i familjen Bartilson som har förlorat kontakten med varandra sedan mamman i familjen dog för två år sedan. Pappan i familjen, Ben är så upptagen med sin egen sorg att han inte kan ta hand om sina barn, den upproriska tonåringen Sarah och den ensamma åttaårige sonen Matt.  
Om Ruby lyckas sammanföra familjen innan midnatt på julafton så får hon sina änglavingar, om inte, väntar ett värre öde henne.

## Rollista i urval
- Dolly Parton - Ruby Diamond
- Roddy McDowall  - Sankte Per
- Brian Kerwin - Ben Bartilson
- Allison Mack - Sarah Bartilson
- Eli Marienthal - Matthew Bartilson
- Maria del Mar - Allison Myers
- Gary Sandy - Charlie
- Ron Wolf - Jeremiah

## Musik i filmen i urval
- "Unlikely Angel", framförd av Dolly Parton
- "Whatcha tryin to do to me?", framförd av Dolly Parton